# Маріо Табарес
Маріо Табарес (ісп. Mario Tabares; нар. 22 липня 1965) — колишній кубинський тенісист.
Найвищу одиночну позицію світового рейтингу — 131 місце досяг 28 серпня 1989, парну — 106 місце — 26 квітня 1993 року.
Здобув 1 парний титул.

## Парний розряд титули (6)
| Легенда (одиночний розряд) |
| Великий шлем (0)           |
| Tennis Masters Cup (0)     |
| Серія Мастерс ATP (0)      |
| Тур ATP (1)                |
| Челлендери (5)             |

| Ранг | Дата | Турнір                          | Покриття | Partnering      | Суперник                           | Рахунок       |
| 1.   | 1991 | Вінья-дель-Мар, Чилі            | Ґрунт    | Хуан Піно       | Габріель Маркус Франсіско Юніс     | 6–2, 7–5      |
| 2.   | 1992 | Кампус-дус-Гойтаказіс, Бразилія | Тверде   | Жузе Даер       | Том Мерсер Доналд Джонсон          | 6–3, 6–7, 6–3 |
| 3.   | 1992 | Гуаружа, Бразилія               | Тверде   | Мауріс Руа      | Даніло Марселіно Фернандо Мелігені | W/O           |
| 4.   | 1992 | Богота, Колумбія                | Ґрунт    | Ніколас Перейра | Вільям Кіріакос Фернандо Мелігені  | 7–6, 7–5      |
| 5.   | 1992 | Бузіус, Бразилія                | Тверде   | Мауріс Руа      | Марк Кейл Том Мерсер               | 7–6, 6–7, 6–4 |
| 6.   | 1993 | Римерлінг, Німеччина            | Ґрунт    | Мауріс Руа      | Сандер Гройн Арне Томс             | 6–3, 6–3      |

### Поразка (5)
| Ранг | Дата | Турнір                | Покриття | Partnering      | Суперник                         | Рахунок       |
| 1.   | 1989 | Сан-Паулу-4, Бразилія | Ґрунт    | Дасіу Кампос    | Нелсон Аертс Фернандо Роезе      | 6–2, 4–6, 4–6 |
| 2.   | 1989 | Сан-Паулу-5, Бразилія | Ґрунт    | Хуан Піно       | Луїс Маттар Кассіу Мотта         | 5–7, 2–6      |
| 3.   | 1992 | Калі, Колумбія        | Тверде   | Даніель Оршанік | Міхаель Ґезерер Фабіу Сілберберг | 4–6, 4–6      |
| 4.   | 1993 | Барселона, Іспанія    | Ґрунт    | Мауріс Руа      | Хорді Бурільйо Серхіо Касаль     | 2–6, 6–4, 1–6 |